# جي بي دي والوني 2023
جي بي دي والوني 2023 (بالفرنسية: Grand Prix de Wallonie 2023)‏ هو سباق دراجات هوائية من فئة  سباق يوم واحد، وهو الموسم الثالث والستين من جي بي دي والوني، وأقيم في 13 سبتمبر 2023 ضمن سباقات سلسلة سباقات الاتحاد الدولي للدراجات للمحترفين 2023.
فاز بالمركز الأول غونزالو سيرانو، وفاز بالمركز الثاني ديلان تيونز، وفاز بالمركز الثالث جاسبر دي بويست.

## الفرق
| فرق عالمية (8)- AG2R Citroën Team - Alpecin-Deceuninck - Cofidis - Intermarché-Circus-Wanty - Movistar Team - Arkéa-Samsic - Team Jayco AlUla - UAE Team Emirates فرق برو (9)- بنجوال باوليز ساوكس دبليو بي ‏ - Human Powered Health - Israel-Premier Tech - Lotto Dstny - Q36.5 Pro Cycling Team ‏ - سبورت فلاندرين بالويس ‏ - TotalEnergies - سويس ريسينغ أكادمي 2023 ‏ - أونو اكس برو سايكلنج تيم 2023 ‏ فرق قارية (4)- Hagens Berman Jayco ‏ - Philippe Wagner–Bazin ‏ - Saint Piran (cycling team) ‏ - Van Rysel–Roubaix ‏ |  |
| |  |

## المشاركون
| Alpecin-Deceuninck ADC | Alpecin-Deceuninck ADC   | Alpecin-Deceuninck ADC |
| ---------------------- | ------------------------ | ---------------------- |
| م                      | عداء                     | مرتبة                  |
| 1                      | ماثيو فان دير بيل (طريق) | 4                      |
| 2                      | يجف دي بوندت             | 109                    |
| 3                      | سورين كراغ أندرسن        | 28                     |
| 4                      | جياني فرميش              | 61                     |
| 5                      | Axel Laurance ‏           | 55                     |
| 6                      | Henri Uhlig ‏             | 78                     |
| 7                      | Fabio Van den Bossche ‏   | 88                     |

| AG2R Citroën Team ACT | AG2R Citroën Team ACT   | AG2R Citroën Team ACT |
| --------------------- | ----------------------- | --------------------- |
| م                     | عداء                    | مرتبة                 |
| 11                    | Valentin Paret-Peintre ‏ | 102                   |
| 12                    | Nans Peters ‏            | 37                    |
| 13                    | Franck Bonnamour ‏       | 6                     |
| 14                    | Bastien Tronchon ‏       | 16                    |
| 15                    | جريج فان أفرمت          | لم يبدأ               |
| 16                    | كليمان فنتوريني         | 18                    |
| 17                    | Jordan Labrosse ‏        | 20                    |

| Cofidis COF | Cofidis COF         | Cofidis COF    |
| ----------- | ------------------- | -------------- |
| م           | عداء                | مرتبة          |
| 21          | بريان كوكار         | 72             |
| 22          | Christophe Noppe ‏   | لم يكمل السباق |
| 23          | Alexandre Delettre ‏ | 62             |
| 24          | Jelle Wallays ‏      | لم يكمل السباق |
| 25          | Axel Zingle ‏        | 19             |
| 26          | Ilan Larmet‏         | 74             |
| 27          | Alexis Renard ‏      | 106            |

| Intermarché-Circus-Wanty ICW | Intermarché-Circus-Wanty ICW | Intermarché-Circus-Wanty ICW |
| ---------------------------- | ---------------------------- | ---------------------------- |
| م                            | عداء                         | مرتبة                        |
| 31                           | Dylan Vandenstorme ‏          | 65                           |
| 32                           | ايمي دي جندت                 | 30                           |
| 33                           | بينيام جيرماي                | 7                            |
| 34                           | Madis Mihkels                | 58                           |
| 35                           | ديون سميث                    | 92                           |
| 36                           | Tom Paquot ‏                  | 105                          |
| 37                           | لويك فليجن                   | 63                           |

| Movistar Team MOV | Movistar Team MOV  | Movistar Team MOV |
| ----------------- | ------------------ | ----------------- |
| م                 | عداء               | مرتبة             |
| 41                | جون جاكوبس         | 83                |
| 42                | Abner González ‏    | 32                |
| 43                | لويس ماس           | 116               |
| 44                | Mathias Norsgaard ‏ | 101               |
| 45                | Vinícius Rangel ‏   | 76                |
| 46                | Juri Hollmann ‏     | 52                |
| 47                | غونزالو سيرانو     | 1                 |

| Arkéa-Samsic ARK | Arkéa-Samsic ARK  | Arkéa-Samsic ARK |
| ---------------- | ----------------- | ---------------- |
| م                | عداء              | مرتبة            |
| 51               | جينثي بيرمانز ‏    | 25               |
| 52               | ماكسيم بويه       | 81               |
| 53               | Ewen Costiou ‏     | 9                |
| 54               | ارنو ديمار        | 23               |
| 55               | Luca Mozzato ‏     | 95               |
| 56               | Alessandro Verre ‏ | 24               |
| 57               | ألان ريو ‏         | لم يكمل السباق   |

| Team Jayco AlUla JAY | Team Jayco AlUla JAY | Team Jayco AlUla JAY |
| -------------------- | -------------------- | -------------------- |
| م                    | عداء                 | مرتبة                |
| 61                   | Kelland O'Brien ‏     | 86                   |
| 62                   | Luke Durbridge ‏      | 94                   |
| 63                   | لوكا ميزجيك          | 35                   |
| 64                   | كامبل ستيوارت        | 93                   |
| 65                   | Blake Quick ‏         | لم يكمل السباق       |
| 66                   | مايكل ماثيوز         | لم يكمل السباق       |
| 67                   | Adam Holm Jørgensen ‏ | 117                  |

| UAE Team Emirates UAD | UAE Team Emirates UAD | UAE Team Emirates UAD |
| --------------------- | --------------------- | --------------------- |
| م                     | عداء                  | مرتبة                 |
| 71                    | ريان جيبونز           | 50                    |
| 72                    | ميكيل بيرج            | 38                    |
| 73                    | ألفارو هودج           | 119                   |
| 74                    | فيجارد ستيك لاينجن    | 57                    |
| 75                    | ماتيو ترينتين         | 11                    |
| 76                    | مايكل فينك ‏           | 75                    |
| 77                    | فيليكس جروس           | لم يكمل السباق        |

| بنجوال باوليز ساوكس دبليو بي ‏ BWB | بنجوال باوليز ساوكس دبليو بي ‏ BWB | بنجوال باوليز ساوكس دبليو بي ‏ BWB |
| --------------------------------- | --------------------------------- | --------------------------------- |
| م                                 | عداء                              | مرتبة                             |
| 81                                | Nathan Vandepitte ‏                | 111                               |
| 82                                | ألكسيس غيران                      | 59                                |
| 83                                | Johan Meens ‏                      | 17                                |
| 84                                | Lennert Teugels ‏                  | 79                                |
| 85                                | ماركو تيزا                        | 22                                |
| 86                                | Luca Van Boven ‏                   | 45                                |
| 87                                | Aaron Van der Beken ‏              | 48                                |

| Human Powered Health HPM | Human Powered Health HPM | Human Powered Health HPM |
| ------------------------ | ------------------------ | ------------------------ |
| م                        | عداء                     | مرتبة                    |
| 91                       | Pier-André Côté ‏         | 107                      |
| 92                       | كيج هيشت                 | 53                       |
| 93                       | أوقست جنسن               | 87                       |
| 94                       | Gijs Van Hoecke ‏         | 60                       |
| 95                       | سكوت ماكجيل ‏             | 108                      |
| 96                       | Barnabás Peák ‏           | لم يكمل السباق           |
| 97                       | بنجامين بيري             | لم يكمل السباق           |

| Israel-Premier Tech IPT | Israel-Premier Tech IPT | Israel-Premier Tech IPT |
| ----------------------- | ----------------------- | ----------------------- |
| م                       | عداء                    | مرتبة                   |
| 101                     | Marco Frigo ‏            | 82                      |
| 102                     | جاكوب فوجلسانج          | 43                      |
| 103                     | Mason Hollyman ‏         | 89                      |
| 104                     | نيك شولتز               | 14                      |
| 105                     | مادس فورتز شميدت        | لم يكمل السباق          |
| 106                     | ديلان تيونز             | 2                       |
| 107                     | ستيفن وليامز            | 29                      |

| Lotto Dstny LTD | Lotto Dstny LTD  | Lotto Dstny LTD |
| --------------- | ---------------- | --------------- |
| م               | عداء             | مرتبة           |
| 111             | فكتور كامبنارتس  | 26              |
| 112             | جاسبر دي بويست   | 3               |
| 113             | Cédric Beullens ‏ | 90              |
| 114             | فريدريك فريزون   | 112             |
| 115             | برنت فان موير    | 64              |
| 116             | Alec Segaert ‏    | 91              |
| 117             | Harm Vanhoucke ‏  | 110             |

| Q36.5 Pro Cycling Team ‏ Q36 | Q36.5 Pro Cycling Team ‏ Q36 | Q36.5 Pro Cycling Team ‏ Q36 |
| --------------------------- | --------------------------- | --------------------------- |
| م                           | عداء                        | مرتبة                       |
| 121                         | جاك باور                    | 47                          |
| 122                         | Fabio Christen ‏             | 5                           |
| 123                         | كوري ديفيس ‏                 | 31                          |
| 124                         | كارل فريدريك هاغن           | 21                          |
| 125                         | توبياس لودفيجسون            | 71                          |
| 126                         | Kamil Małecki ‏              | 70                          |
| 127                         | Cyrus Monk ‏                 | 54                          |

| سبورت فلاندرين بالويس ‏ TFB | سبورت فلاندرين بالويس ‏ TFB | سبورت فلاندرين بالويس ‏ TFB |
| -------------------------- | -------------------------- | -------------------------- |
| م                          | عداء                       | مرتبة                      |
| 131                        | Jenno Berckmoes ‏           | 77                         |
| 132                        | Kamiel Bonneu ‏             | 12                         |
| 133                        | Vito Braet ‏                | 33                         |
| 134                        | Elias Maris ‏               | 66                         |
| 135                        | Ruben Apers ‏               | 42                         |
| 136                        | Aaron Van Poucke ‏          | لم يكمل السباق             |
| 137                        | Sander De Pestel ‏          | 96                         |

| TotalEnergies TEN | TotalEnergies TEN   | TotalEnergies TEN |
| ----------------- | ------------------- | ----------------- |
| م                 | عداء                | مرتبة             |
| 141               | إيدفالد بواسون هاغن | 40                |
| 142               | ماسيج بودنار        | لم يكمل السباق    |
| 143               | Sandy Dujardin ‏     | 67                |
| 144               | Emilien Jeannière ‏  | 34                |
| 145               | دانيال أوس          | 103               |
| 146               | جوليان سيمون        | 8                 |
| 147               | أنتوني تورجيس       | 80                |

| سويس ريسينغ أكادمي ‏ TUD | سويس ريسينغ أكادمي ‏ TUD | سويس ريسينغ أكادمي ‏ TUD |
| ----------------------- | ----------------------- | ----------------------- |
| م                       | عداء                    | مرتبة                   |
| 151                     | Aloïs Charrin ‏          | لم يكمل السباق          |
| 152                     | Robin Froidevaux ‏       | 84                      |
| 153                     | Miká Heming ‏            | مستبعد                  |
| 154                     | Petr Kelemen ‏           | 100                     |
| 155                     | Simon Pellaud ‏          | 36                      |
| 156                     | ريك بلومرز ‏             | 10                      |
| 157                     | سيباستيان رايشنباخ      | 13                      |

| أونو-إكس موبيليتي ‏ UXT | أونو-إكس موبيليتي ‏ UXT | أونو-إكس موبيليتي ‏ UXT |
| ---------------------- | ---------------------- | ---------------------- |
| م                      | عداء                   | مرتبة                  |
| 161                    | ألكسندر كريستوف        | 46                     |
| 162                    | جوناس إبراهمسين ‏       | 113                    |
| 163                    | Søren Wærenskjold ‏     | 27                     |
| 164                    | William Blume Levy ‏    | 73                     |
| 165                    | Erik Resell ‏           | 68                     |
| 166                    | نيكلاس لارسن           | 56                     |
| 167                    | Martin Urianstad ‏      | 41                     |

| Hagens Berman Jayco ‏ HBA | Hagens Berman Jayco ‏ HBA   | Hagens Berman Jayco ‏ HBA |
| ------------------------ | -------------------------- | ------------------------ |
| م                        | عداء                       | مرتبة                    |
| 171                      | Darren Rafferty ‏           | 97                       |
| 172                      | Maxence Place‏              | لم يكمل السباق           |
| 173                      | Kasper Andersen (cyclist) ‏ | 114                      |
| 174                      | António Morgado ‏           | 15                       |
| 175                      | Gonçalo Tavares ‏           | 98                       |
| 176                      | Artem Shmidt ‏              | لم يكمل السباق           |
| 177                      | Nino de Jong‏               | لم يكمل السباق           |

| Philippe Wagner–Bazin ‏ GDM | Philippe Wagner–Bazin ‏ GDM | Philippe Wagner–Bazin ‏ GDM |
| -------------------------- | -------------------------- | -------------------------- |
| م                          | عداء                       | مرتبة                      |
| 181                        | Alessandro Tuscano‏         | لم يكمل السباق             |
| 182                        | Robbe De Ryck‏              | لم يكمل السباق             |
| 183                        | Enrico Dhaeye‏              | لم يكمل السباق             |
| 184                        | Jacques Gloesener‏          | لم يكمل السباق             |
| 185                        | Alexandre Kess ‏            | 85                         |
| 186                        | Tristan Scherpenbergh‏      | لم يكمل السباق             |
| 187                        | Theo Bonnet‏                | لم يكمل السباق             |

| Saint Piran (cycling team) ‏ SPC | Saint Piran (cycling team) ‏ SPC | Saint Piran (cycling team) ‏ SPC |
| ------------------------------- | ------------------------------- | ------------------------------- |
| م                               | عداء                            | مرتبة                           |
| 191                             | Jack Rootkin-Gray ‏              | 69                              |
| 192                             | Alexandar Richardson ‏           | لم يبدأ                         |
| 193                             | Zeb Kyffin ‏                     | 44                              |
| 195                             | Adam Lewis ‏                     | 99                              |
| 196                             | Bradley Symonds ‏                | 104                             |
| 197                             | James McKay‏                     | لم يكمل السباق                  |

| Van Rysel–Roubaix ‏ VRL | Van Rysel–Roubaix ‏ VRL | Van Rysel–Roubaix ‏ VRL |
| ---------------------- | ---------------------- | ---------------------- |
| م                      | عداء                   | مرتبة                  |
| 201                    | Célestin Guillon ‏      | 51                     |
| 202                    | Maxime Jarnet ‏         | 39                     |
| 203                    | Maximilien Juillard ‏   | 115                    |
| 204                    | Jérémy Leveau ‏         | 49                     |
| 205                    | Tom Mainguenaud ‏       | لم يكمل السباق         |
| 206                    | كيني مولي              | 118                    |
| 207                    | Eliot Pauchard ‏        | لم يكمل السباق         |

| Alpecin-Deceuninck ADC | Alpecin-Deceuninck ADC   | Alpecin-Deceuninck ADC |
| ---------------------- | ------------------------ | ---------------------- |
| م                      | عداء                     | مرتبة                  |
| 1                      | ماثيو فان دير بيل (طريق) | 4                      |
| 2                      | يجف دي بوندت             | 109                    |
| 3                      | سورين كراغ أندرسن        | 28                     |
| 4                      | جياني فرميش              | 61                     |
| 5                      | Axel Laurance ‏           | 55                     |
| 6                      | Henri Uhlig ‏             | 78                     |
| 7                      | Fabio Van den Bossche ‏   | 88                     |

| AG2R Citroën Team ACT | AG2R Citroën Team ACT   | AG2R Citroën Team ACT |
| --------------------- | ----------------------- | --------------------- |
| م                     | عداء                    | مرتبة                 |
| 11                    | Valentin Paret-Peintre ‏ | 102                   |
| 12                    | Nans Peters ‏            | 37                    |
| 13                    | Franck Bonnamour ‏       | 6                     |
| 14                    | Bastien Tronchon ‏       | 16                    |
| 15                    | جريج فان أفرمت          | لم يبدأ               |
| 16                    | كليمان فنتوريني         | 18                    |
| 17                    | Jordan Labrosse ‏        | 20                    |

| Cofidis COF | Cofidis COF         | Cofidis COF    |
| ----------- | ------------------- | -------------- |
| م           | عداء                | مرتبة          |
| 21          | بريان كوكار         | 72             |
| 22          | Christophe Noppe ‏   | لم يكمل السباق |
| 23          | Alexandre Delettre ‏ | 62             |
| 24          | Jelle Wallays ‏      | لم يكمل السباق |
| 25          | Axel Zingle ‏        | 19             |
| 26          | Ilan Larmet‏         | 74             |
| 27          | Alexis Renard ‏      | 106            |

| Intermarché-Circus-Wanty ICW | Intermarché-Circus-Wanty ICW | Intermarché-Circus-Wanty ICW |
| ---------------------------- | ---------------------------- | ---------------------------- |
| م                            | عداء                         | مرتبة                        |
| 31                           | Dylan Vandenstorme ‏          | 65                           |
| 32                           | ايمي دي جندت                 | 30                           |
| 33                           | بينيام جيرماي                | 7                            |
| 34                           | Madis Mihkels                | 58                           |
| 35                           | ديون سميث                    | 92                           |
| 36                           | Tom Paquot ‏                  | 105                          |
| 37                           | لويك فليجن                   | 63                           |

| Movistar Team MOV | Movistar Team MOV  | Movistar Team MOV |
| ----------------- | ------------------ | ----------------- |
| م                 | عداء               | مرتبة             |
| 41                | جون جاكوبس         | 83                |
| 42                | Abner González ‏    | 32                |
| 43                | لويس ماس           | 116               |
| 44                | Mathias Norsgaard ‏ | 101               |
| 45                | Vinícius Rangel ‏   | 76                |
| 46                | Juri Hollmann ‏     | 52                |
| 47                | غونزالو سيرانو     | 1                 |

| Arkéa-Samsic ARK | Arkéa-Samsic ARK  | Arkéa-Samsic ARK |
| ---------------- | ----------------- | ---------------- |
| م                | عداء              | مرتبة            |
| 51               | جينثي بيرمانز ‏    | 25               |
| 52               | ماكسيم بويه       | 81               |
| 53               | Ewen Costiou ‏     | 9                |
| 54               | ارنو ديمار        | 23               |
| 55               | Luca Mozzato ‏     | 95               |
| 56               | Alessandro Verre ‏ | 24               |
| 57               | ألان ريو ‏         | لم يكمل السباق   |

| Team Jayco AlUla JAY | Team Jayco AlUla JAY | Team Jayco AlUla JAY |
| -------------------- | -------------------- | -------------------- |
| م                    | عداء                 | مرتبة                |
| 61                   | Kelland O'Brien ‏     | 86                   |
| 62                   | Luke Durbridge ‏      | 94                   |
| 63                   | لوكا ميزجيك          | 35                   |
| 64                   | كامبل ستيوارت        | 93                   |
| 65                   | Blake Quick ‏         | لم يكمل السباق       |
| 66                   | مايكل ماثيوز         | لم يكمل السباق       |
| 67                   | Adam Holm Jørgensen ‏ | 117                  |

| UAE Team Emirates UAD | UAE Team Emirates UAD | UAE Team Emirates UAD |
| --------------------- | --------------------- | --------------------- |
| م                     | عداء                  | مرتبة                 |
| 71                    | ريان جيبونز           | 50                    |
| 72                    | ميكيل بيرج            | 38                    |
| 73                    | ألفارو هودج           | 119                   |
| 74                    | فيجارد ستيك لاينجن    | 57                    |
| 75                    | ماتيو ترينتين         | 11                    |
| 76                    | مايكل فينك ‏           | 75                    |
| 77                    | فيليكس جروس           | لم يكمل السباق        |

| بنجوال باوليز ساوكس دبليو بي ‏ BWB | بنجوال باوليز ساوكس دبليو بي ‏ BWB | بنجوال باوليز ساوكس دبليو بي ‏ BWB |
| --------------------------------- | --------------------------------- | --------------------------------- |
| م                                 | عداء                              | مرتبة                             |
| 81                                | Nathan Vandepitte ‏                | 111                               |
| 82                                | ألكسيس غيران                      | 59                                |
| 83                                | Johan Meens ‏                      | 17                                |
| 84                                | Lennert Teugels ‏                  | 79                                |
| 85                                | ماركو تيزا                        | 22                                |
| 86                                | Luca Van Boven ‏                   | 45                                |
| 87                                | Aaron Van der Beken ‏              | 48                                |

| Human Powered Health HPM | Human Powered Health HPM | Human Powered Health HPM |
| ------------------------ | ------------------------ | ------------------------ |
| م                        | عداء                     | مرتبة                    |
| 91                       | Pier-André Côté ‏         | 107                      |
| 92                       | كيج هيشت                 | 53                       |
| 93                       | أوقست جنسن               | 87                       |
| 94                       | Gijs Van Hoecke ‏         | 60                       |
| 95                       | سكوت ماكجيل ‏             | 108                      |
| 96                       | Barnabás Peák ‏           | لم يكمل السباق           |
| 97                       | بنجامين بيري             | لم يكمل السباق           |

| Israel-Premier Tech IPT | Israel-Premier Tech IPT | Israel-Premier Tech IPT |
| ----------------------- | ----------------------- | ----------------------- |
| م                       | عداء                    | مرتبة                   |
| 101                     | Marco Frigo ‏            | 82                      |
| 102                     | جاكوب فوجلسانج          | 43                      |
| 103                     | Mason Hollyman ‏         | 89                      |
| 104                     | نيك شولتز               | 14                      |
| 105                     | مادس فورتز شميدت        | لم يكمل السباق          |
| 106                     | ديلان تيونز             | 2                       |
| 107                     | ستيفن وليامز            | 29                      |

| Lotto Dstny LTD | Lotto Dstny LTD  | Lotto Dstny LTD |
| --------------- | ---------------- | --------------- |
| م               | عداء             | مرتبة           |
| 111             | فكتور كامبنارتس  | 26              |
| 112             | جاسبر دي بويست   | 3               |
| 113             | Cédric Beullens ‏ | 90              |
| 114             | فريدريك فريزون   | 112             |
| 115             | برنت فان موير    | 64              |
| 116             | Alec Segaert ‏    | 91              |
| 117             | Harm Vanhoucke ‏  | 110             |

| Q36.5 Pro Cycling Team ‏ Q36 | Q36.5 Pro Cycling Team ‏ Q36 | Q36.5 Pro Cycling Team ‏ Q36 |
| --------------------------- | --------------------------- | --------------------------- |
| م                           | عداء                        | مرتبة                       |
| 121                         | جاك باور                    | 47                          |
| 122                         | Fabio Christen ‏             | 5                           |
| 123                         | كوري ديفيس ‏                 | 31                          |
| 124                         | كارل فريدريك هاغن           | 21                          |
| 125                         | توبياس لودفيجسون            | 71                          |
| 126                         | Kamil Małecki ‏              | 70                          |
| 127                         | Cyrus Monk ‏                 | 54                          |

| سبورت فلاندرين بالويس ‏ TFB | سبورت فلاندرين بالويس ‏ TFB | سبورت فلاندرين بالويس ‏ TFB |
| -------------------------- | -------------------------- | -------------------------- |
| م                          | عداء                       | مرتبة                      |
| 131                        | Jenno Berckmoes ‏           | 77                         |
| 132                        | Kamiel Bonneu ‏             | 12                         |
| 133                        | Vito Braet ‏                | 33                         |
| 134                        | Elias Maris ‏               | 66                         |
| 135                        | Ruben Apers ‏               | 42                         |
| 136                        | Aaron Van Poucke ‏          | لم يكمل السباق             |
| 137                        | Sander De Pestel ‏          | 96                         |

| TotalEnergies TEN | TotalEnergies TEN   | TotalEnergies TEN |
| ----------------- | ------------------- | ----------------- |
| م                 | عداء                | مرتبة             |
| 141               | إيدفالد بواسون هاغن | 40                |
| 142               | ماسيج بودنار        | لم يكمل السباق    |
| 143               | Sandy Dujardin ‏     | 67                |
| 144               | Emilien Jeannière ‏  | 34                |
| 145               | دانيال أوس          | 103               |
| 146               | جوليان سيمون        | 8                 |
| 147               | أنتوني تورجيس       | 80                |

| سويس ريسينغ أكادمي ‏ TUD | سويس ريسينغ أكادمي ‏ TUD | سويس ريسينغ أكادمي ‏ TUD |
| ----------------------- | ----------------------- | ----------------------- |
| م                       | عداء                    | مرتبة                   |
| 151                     | Aloïs Charrin ‏          | لم يكمل السباق          |
| 152                     | Robin Froidevaux ‏       | 84                      |
| 153                     | Miká Heming ‏            | مستبعد                  |
| 154                     | Petr Kelemen ‏           | 100                     |
| 155                     | Simon Pellaud ‏          | 36                      |
| 156                     | ريك بلومرز ‏             | 10                      |
| 157                     | سيباستيان رايشنباخ      | 13                      |

| أونو-إكس موبيليتي ‏ UXT | أونو-إكس موبيليتي ‏ UXT | أونو-إكس موبيليتي ‏ UXT |
| ---------------------- | ---------------------- | ---------------------- |
| م                      | عداء                   | مرتبة                  |
| 161                    | ألكسندر كريستوف        | 46                     |
| 162                    | جوناس إبراهمسين ‏       | 113                    |
| 163                    | Søren Wærenskjold ‏     | 27                     |
| 164                    | William Blume Levy ‏    | 73                     |
| 165                    | Erik Resell ‏           | 68                     |
| 166                    | نيكلاس لارسن           | 56                     |
| 167                    | Martin Urianstad ‏      | 41                     |

| Hagens Berman Jayco ‏ HBA | Hagens Berman Jayco ‏ HBA   | Hagens Berman Jayco ‏ HBA |
| ------------------------ | -------------------------- | ------------------------ |
| م                        | عداء                       | مرتبة                    |
| 171                      | Darren Rafferty ‏           | 97                       |
| 172                      | Maxence Place‏              | لم يكمل السباق           |
| 173                      | Kasper Andersen (cyclist) ‏ | 114                      |
| 174                      | António Morgado ‏           | 15                       |
| 175                      | Gonçalo Tavares ‏           | 98                       |
| 176                      | Artem Shmidt ‏              | لم يكمل السباق           |
| 177                      | Nino de Jong‏               | لم يكمل السباق           |

| Philippe Wagner–Bazin ‏ GDM | Philippe Wagner–Bazin ‏ GDM | Philippe Wagner–Bazin ‏ GDM |
| -------------------------- | -------------------------- | -------------------------- |
| م                          | عداء                       | مرتبة                      |
| 181                        | Alessandro Tuscano‏         | لم يكمل السباق             |
| 182                        | Robbe De Ryck‏              | لم يكمل السباق             |
| 183                        | Enrico Dhaeye‏              | لم يكمل السباق             |
| 184                        | Jacques Gloesener‏          | لم يكمل السباق             |
| 185                        | Alexandre Kess ‏            | 85                         |
| 186                        | Tristan Scherpenbergh‏      | لم يكمل السباق             |
| 187                        | Theo Bonnet‏                | لم يكمل السباق             |

| Saint Piran (cycling team) ‏ SPC | Saint Piran (cycling team) ‏ SPC | Saint Piran (cycling team) ‏ SPC |
| ------------------------------- | ------------------------------- | ------------------------------- |
| م                               | عداء                            | مرتبة                           |
| 191                             | Jack Rootkin-Gray ‏              | 69                              |
| 192                             | Alexandar Richardson ‏           | لم يبدأ                         |
| 193                             | Zeb Kyffin ‏                     | 44                              |
| 195                             | Adam Lewis ‏                     | 99                              |
| 196                             | Bradley Symonds ‏                | 104                             |
| 197                             | James McKay‏                     | لم يكمل السباق                  |

| Van Rysel–Roubaix ‏ VRL | Van Rysel–Roubaix ‏ VRL | Van Rysel–Roubaix ‏ VRL |
| ---------------------- | ---------------------- | ---------------------- |
| م                      | عداء                   | مرتبة                  |
| 201                    | Célestin Guillon ‏      | 51                     |
| 202                    | Maxime Jarnet ‏         | 39                     |
| 203                    | Maximilien Juillard ‏   | 115                    |
| 204                    | Jérémy Leveau ‏         | 49                     |
| 205                    | Tom Mainguenaud ‏       | لم يكمل السباق         |
| 206                    | كيني مولي              | 118                    |
| 207                    | Eliot Pauchard ‏        | لم يكمل السباق         |

## التصنيف العام النهائي
| التصنيف العام         | التصنيف العام     | التصنيف العام            | التصنيف العام | التصنيف العام |
| العداء                | العداء            | الفريق                   | الوقت         |               |
| --------------------- | ----------------- | ------------------------ | ------------- | ------------- |
| 1                     | غونزالو سيرانو    | موفيستار                 | 4 س 42 د 11 ث |               |
| 2                     | ديلان تيونز       | Israel-Premier Tech      | + 0 ث         |               |
| 3                     | جاسبر دي بويست    | Lotto Dstny              | + 4 ث         |               |
| 4                     | ماثيو فان دير بيل | Alpecin-Deceuninck       | + 4 ث         |               |
| 5                     | Fabio Christen ‏   | Q36.5 Pro Cycling Team ‏  | + 4 ث         |               |
| 6                     | Franck Bonnamour ‏ | AG2R Citroën Team        | + 4 ث         |               |
| 7                     | بينيام جيرماي     | Intermarché-Circus-Wanty | + 4 ث         |               |
| 8                     | جوليان سيمون      | TotalEnergies            | + 4 ث         |               |
| 9                     | Ewen Costiou ‏     | اركيا سامسيك             | + 4 ث         |               |
| 10                    | ريك بلومرز ‏       | سويس ريسينغ أكادمي ‏      | + 4 ث         |               |
|                       |                   |                          |               |               |
| مصدر: ProCyclingStats |                   |                          |               |               |

## وصلات خارجية
- الموقع الرسمي
- لمحة عن سباق جي بي دي والوني 2023 على موقع  ProCyclingStats   (برو  سايكلنج  ستاتس) - إحصاءات  محترفي  الدراجات.
- جي بي دي والوني 2023 على موقع إحصائيات الدراجات الإحترافية (الإنجليزية)